# Paracyathus profundus
Espèce
Paracyathus profundus est une espèce de coraux appartenant à la famille des Caryophylliidae.